# SV Teutonia 1901 Chemnitz
SV Teutonia 1901 Chemnitz was een Duitse voetbalclub uit de stad Chemnitz, in de Vrijstaat Saksen. 

## Geschiedenis
SV Teutonia werd op 1 november 1901 opgericht met blauw-witte clubkleuren. Tijdens de Eerste Wereldoorlog promoveerde de club naar de hoogste klasse van Zuidwest-Saksen. De club werd meteen groepswinnaar en speelde de titel finale tegen FC Hohenzollern Chemnitz, die ze met 5-2 wonnen. Echter na protest van Mittweidaer FC 1899 kreeg deze club de groepswinst in de andere groep toegewezen, waardoor de titelfinale herspeeld moest worden. Teutonia verloor nu met 1-0 en zag de titel aan zich voorbij gaan.  
In 1918 werd de club alsnog kampioen en plaatste zich zo voor de Midden-Duitse eindronde. De club versloeg KSG SC/Olympia Zwickau met 3:2 en verloor dan in de kwartfinale met 8:1 van KSG VfB 03/Sachsen Dresden.  Na de Eerste Wereldoorlog werd de competitie van Zuidwest-Saksen hervormd tot Kreisliga Mittelsachsen, die een groter gebied besloeg, al betekende dit in de praktijk geen verandering aangezien enkel de clubs uit Chemnitz en Mittweida in de hoogste klasse speelden.  In 1922 werd de club vicekampioen achter Chemnitzer BC 1899. Hierna werd de club een middenmoter. 
In 1933 kwam de NSDAP aan de macht in Duitsland. De competitie werd grondig hervormd en de regionale voetbalbonden met zijn vele competities werden ontbonden. De Gauliga kwam in de plaats en enkel de top twee kwalificeerde zich voor de Gauliga Sachsen. De zevende plaats van Teutonia volstond dus wel niet en de club degradeerde hierdoor naar de tweede klasse. 
In 1938 fuseerde de club met VfB 01 Chemnitz tot SpVgg 01 Chemnitz.

## Erelijst
Kampioen Zuidwest-Saksen
1918